# Julian Brandt
Julian Brandt (* 2. května 1996, Brémy, SRN) je německý reprezentační fotbalista, který podepsal v sezóně 2019/2020 kontrakt s německým klubem Borussií Dortmund.

## Klubová kariéra

### Bayer Leverkusen
V lednu 2014 přestoupil z Wolfsburgu do Bayeru Leverkusen ve věku 17 let. První zápas za Leverkusen odehrál o několik týdnů později 15. února, když nastoupil proti Schalke v 82. minutě, ale jeho tým 1:2 prohrál.
Do konce sezóny měl roli střídajícího náhradníka, přesto zaznamenal dva góly a tři asistence napříč 12 zápasy.
Ve své druhé sezóně si zahrál ve 25 zápasech a pomohl týmu kvalifikovat se do Ligy mistrů obsazením čtvrtého ligového místa.
Mezi 20. březnem 2016 a 30. dubnem 2016 se gólově prosadil v šesti po sobě jdoucích zápasech, což se takto mladému hráči podařilo naposledy v 60. letech. Tím hráčem byl Gerd Müller.
Brandt odehrál 100. utkání v Bundeslize 26. srpna 2017 jako nejmladší hráč klubové historie, kterému se toto podařilo.
Brandt zasáhl do všech 34 zápasů 1. Bundesligy a připsal si 9 gólů a 5 asistencí. Do většiny zápasů nastoupil jako hráč základní jedenáctky. Navzdory zájmu ze strany Bayernu prodloužil s Leverkusenem kontrakt do roku 2021.

### Borussia Dortmund

#### Sezóna 2019/20
Po sezóně 2018/19 přestoupil do Borussie Dortmund za částku 25 milionů eur, a podepsal smlouvu do roku 2024.
Úvodní utkání Bundesligy v srpnu doma proti Augsburgu začal na lavičce, po debutovém nástupu do utkání v roli střídajícího hráče vstřelil pátý gól svého mužstva na konečných 5:1 pro Dortmund.
Ve druhém kole domácího poháru na konci října se zasloužil o výhru 2:1 dvěma góly proti Mönchengladbachu.
Ve třetím kole na začátku února ale Dortmund nestačil na Werder Brémy a s tímto týmem vypadl po prohře 2:3 ve druhé sezóně po sobě. Brandt asistoval na oba góly útočníka Erlinga Hålanda.
Brandt si zahrál domácí derby proti Schalke ve 26. kole v půlce května 2020, prvním zápase od března přerušené Bundesligy kvůli pandemii covidu-19. Borussia Dortmund rivala přehrála a porazila jej 4:0, Brandt byl u všech akcí vedoucích ke gólu a připsal si i dvě přímé gólové asistence.

#### Sezóna 2020/21
Brandt si 30. září zahrál zápas o domácí superpohár 2020, ve kterém Borussia čelila Bayernu Mnichov. Po přihrávce Erlinga Haalanda snížil na 1:2, ale soupeř nakonec 3:2 zvítězil.
Ve své druhé sezóně za celek z Porýní ale někdy vypadl ze základní sestavy trenéra Luciena Favreho, jelikož přednost nově dostávaly rovněž posily Jude Bellingham a Giovanni Reyna.
Brandtova role se průběžně měnila – ve čtvrtém ligovém kole při výhře 1:0 proti Hoffenheimu si zahrál na pozici „falešné devítky“, následně v kole pátém při derby se Schalke zase „desítku“ neboli klasického ofenzivního záložníka. Právě výkonem proti Schalke si získal pochvalu od klubového ředitele Michaela Zorce.
Proti Leverkusenu v zápase 19. ledna 2021 ukončil svoji sérii 30 zápasů bez gólu, Borussia však přesto prohrála 1:2.

## Reprezentační kariéra
Brandt hrál za mládežnické reprezentace Německa od 15 let. V roce 2014 vyhrál s německou „devatenáctkou“ (U19) Mistrovství Evropy konané v Maďarsku. Jeho jméno se objevilo v předběžné nominaci na Mistrovství Evropy 2016, nakonec ale vybraný nebyl. Dostal se však do týmu pro toho roku konané Olympijské hry. Na Olympiádě odehrál celý turnaj,
ve finále však jeho proměněná penalta neodvrátila prohru Němců s Brazilci 1–2 po penaltovém rozstřelu.
MS 2018
Brandt se nakonec vešel do konečné nominace trenéra Joachima Löwa, čímž překvapivě vystrnadil útočníka Manchesteru City Leroye Saného.
Do úvodního utkání s Mexikem nastoupil v 86. minutě, když vystřídal Timo Wernera, avšak Německo prohrálo 0–1.
Ve druhém utkání zvítězili Němci nad Švédy 2–1 gólem v nastavení, Brandt oživil ofenzívu v 87. minutě, když střídal Hectora.
Z lavičky vstoupil na hřiště i ve třetím utkání, a to v 78. minutě proti Jižní Koreji a opět za Hectora. Německo nakonec podlehlo 0–2 a s turnajem se rozloučilo.

### Reprezentační góly
| Gól č. | Datum       | Stadion                        | Soupeř     | Skóre (min.) | Výsledek | Soutěž                 | Zdroj  | Gól         |
| 2017   | 2017        | 2017                           | 2017       | 2017         | 2017     | 2017                   | 2017   | 2017        |
| ------ | ----------- | ------------------------------ | ---------- | ------------ | -------- | ---------------------- | ------ | ----------- |
| 01     | 10. 6. 2017 | Max-Morlock-Stadion, Norimberk | San Marino | 06:00 (72.)  | 7:0      | kvalifikace na MS 2018 | [ 20 ] | padl ze hry |